# Vrbka
Vrbka är en ort i Tjeckien.   Den ligger i regionen Zlín, i den östra delen av landet, 240 km öster om huvudstaden Prag. Vrbka ligger 299 meter över havet och antalet invånare är 210.
Terrängen runt Vrbka är platt norrut, men söderut är den kuperad. Runt Vrbka är det ganska tätbefolkat, med 124 invånare per kvadratkilometer. Närmaste större samhälle är Zlín, 18,7 km öster om Vrbka. I omgivningarna runt Vrbka växer i huvudsak blandskog.